# Bottnefjorden

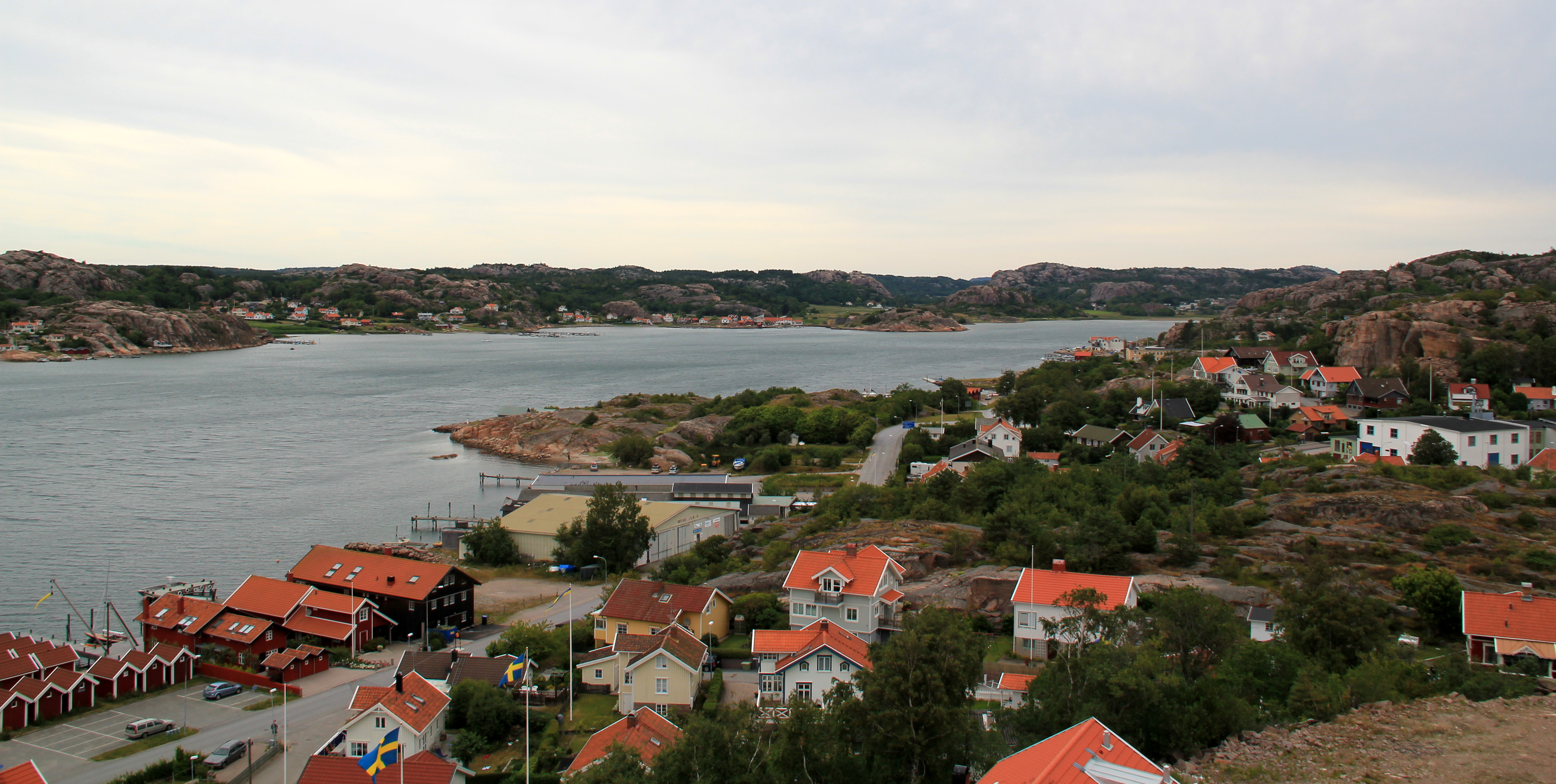
Bottnefjorden, sedd norrut från Bovallstrand.

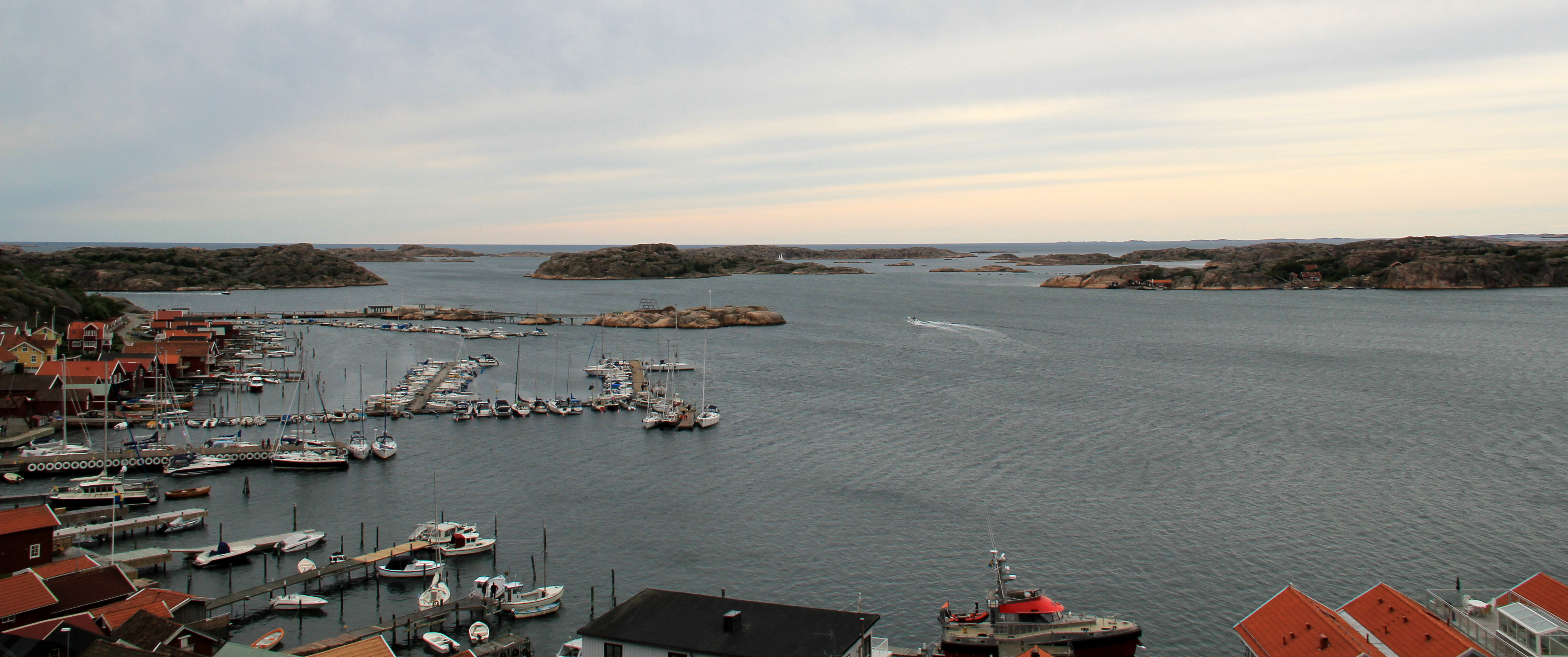
Bottnefjorden, sedd västerut från Bovallstrand.

Bottnefjorden (ibland även stavad Bottnafjorden) är en fjord (havsvik) på gränsen mellan Sotenäs och Tanums kommuner. Söder om mynningen mot havet ligger Bovallstrand och vid fjordens norra strand Gerlesborg.